# 588 Achilles
Az 588 Achilles egy a Naprendszer kisbolygói közül, amit Max Wolf fedezett fel 1906. február 22-én. Nevét a görög mitológia egy alakjáról, Akhilleuszról kapta. Az elsőként felfedezett kisbolygó a Jupiter Trójai kisbolygó csoportjából.